# Calciumoxide
Calciumoxide is een basevormend oxide met als brutoformule CaO. Een andere naam voor calciumoxide is ongebluste kalk of gebrande kalk. Calciumoxide is een wit poeder.

## Synthese
Calciumoxide ontstaat door het metaal calcium te oxideren met zuurstofgas:
{\displaystyle {\ce {2 Ca + O2 -> 2 CaO}}}
Een andere manier is de thermische ontleding van calciumcarbonaat (CaCO3):
{\displaystyle {\ce {CaCO3 -> CaO + CO2}}}
De thermische ontleding wordt bij circa 840 °C uitgevoerd. Dit proces was al in de Romeinse tijd bekend en uit die tijd dateren de eerste kalkovens waarin calciumoxide uit schelpen werd gewonnen.

## Toepassingen
Calciumoxide wordt gebruikt in de metaalindustrie om verontreinigingen in het erts te verwijderen. Het wordt gebruikt als droogmiddel en als tussenproduct bij de productie van calciumhydroxide (gebluste kalk).
Het wordt ook ingezet bij de afvalwaterreiniging om de zuurgraad te verlagen en om fosfaten en andere verontreinigingen te verwijderen. In de papierindustrie moet het lignine oplossen en wordt het gebruikt in het bleekproces. In de agrarische sector wordt het soms gebruikt om zure bodem te verbeteren, meestal wordt magnesiumcarbonaat of schuimaarde gebruikt. In het afgas wordt het ingezet voor de verwijdering van zwavel. Het wordt ook ingezet om citroenzuur, glucose en kleurstoffen te zuiveren en om koolstofdioxide te absorberen.
Calciumoxide wordt in grote hoeveelheden toegepast bij de productie van kalkzandsteen (een mengsel van zand en ongebluste kalk dat onder druk en stoom wordt omgezet in een stevig bouwmateriaal).
Het wordt ook toegepast als warmteleverancier in militaire gevechtsrantsoenen. Door water aan het calciumoxide toe te voegen, treedt een exotherme reactie op waardoor het rantsoen wordt verwarmd.